# Glass-Steagall Act

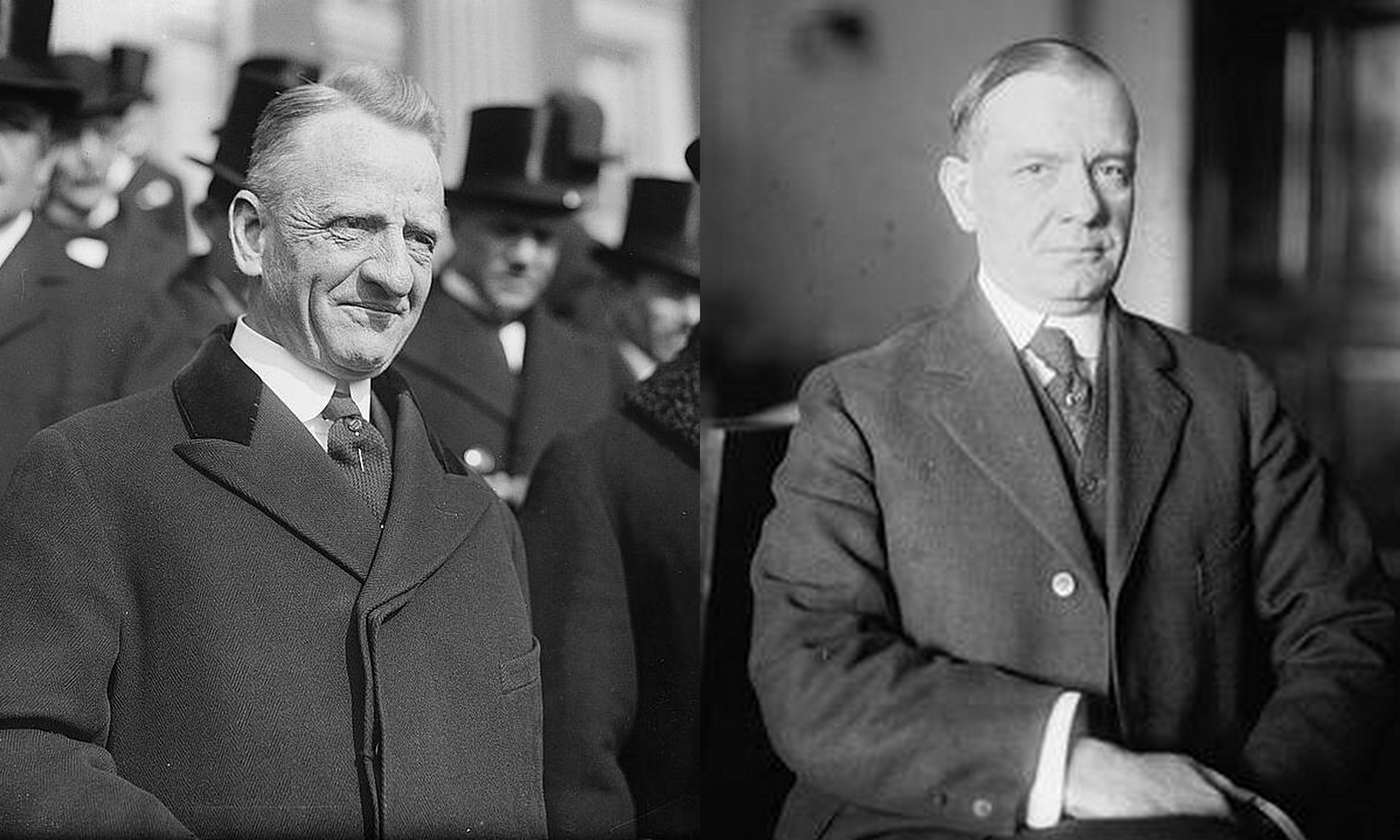
Senatoren Carter Glass en Henry B. Steagall

De Banking Act uit 1933 was een wet die voorzag in de oprichting van de Federal Deposit Insurance Corporation (FDIC) in de Verenigde Staten. De wet legde ook diverse bank-hervormingen op. Een aantal daarvan waren bedoeld om speculatie te controleren. Deze Banking Act wordt vaak aangeduid als de Glass-Steagall Act, naar de sponsors van de wet in het Congres, Senator Carter Glass (D) uit Virginia en Representative Henry B. Steagall (D) uit Alabama.
De term Glass-Steagall-Act wordt meestal gebruikt om te verwijzen naar vier bepalingen uit de Bankwet van 1933 (secties 16, 20, 21 en 32) die beperkingen oplegden aan de effectenactiviteiten van commerciële banken en samenwerkingsverbanden tussen commerciële banken en effecteninstellingen.
De banken die onderdeel uitmaakten van de Federal Reserve mochten van de wet niet meer:
- handelen in effecten voor klanten;
- handelen en beleggen in effecten voor eigen rekening;
- helpen bij effectenemissies en
- medewerkers van de bank mochten niet werken voor of betrokken zijn bij andere financiële instellingen die niet door deze beperkingen werden geraakt.

Deze voorwaarden waren niet van toepassing als het effecten betrof die door de Amerikaanse overheid, bijvoorbeeld staatsobligaties, zelf werden uitgegeven. Omgekeerd mochten investeringsbanken en effecteninstellingen niet langer spaargeld van klanten aantrekken. De wet werd op 16 juni 1933 aangenomen en de banken kregen precies een jaar de tijd om de keuze te maken tussen een gewone bank of een investeringsbank.
Vanaf de vroege jaren zestig interpreteerden de federale bank-toezichthouders deze bepalingen om commerciële banken en in het bijzonder aan commerciële bank gelieerde ondernemingen deel te laten mogen nemen aan een steeds groeiende lijst van effectenactiviteiten. Ook het toegestane volume van deze transacties nam toe. Tegen de tijd dat de restricties van de Glass-Steagall Act op gelieerde ondernemingen in 1999 werden ingetrokken door middel van de Gramm-Leach-Bliley Act door president Bill Clinton, stelden  veel commentatoren dat Glass-Steagall al "dood" was. Meest opvallend was dat Citibank samen ging werken met Salomon Smith Barney, een van de grootste Amerikaanse effectenbedrijven. Dit werd toegestaan volgens de toenmalige interpretatie door de Federal Reserve Board van de Glass-Steagall Act. Clinton verklaarde in het openbaar: "The Glass-Steagall-Act is niet meer relevant."
Na het uitbreken van de kredietcrisis in 2008 zijn in de Verenigde Staten twijfels gerezen over het afschaffen van de Glass-Steagall bepalingen. De Amerikaanse econoom Stiglitz gaf het wegvallen van de bepalingen deels de schuld van de crisis. Bij de samenvoeging van de activiteiten kreeg de investmentbank de overhand waardoor het verdienmodel van de bank veranderde door een hoger rendement na te streven door de risico’s te vergroten. In de Amerikaanse presidentsverkiezingen van 2016 hebben zowel Donald Trump als Bernie Sanders gezegd de door Glass-Steagall gewenste splitsing van de activiteiten weer te willen invoeren.

## Voetnoten
1. ↑  (en)  Frontline: The Wall Street Fix: Mr. Weill Goes to Washington: The Long Demise of Glass–Steagall. www.pbs.org. PBS. Geraadpleegd op 8 oktober 2008.
2. ↑  (en)  Frontline: "Money, Power and Wall Street: The Crisis Spreads", PBS, 03-07-2012
3. ↑  (en)  Vanity Fair Capitalist Fools, januari 2009, geraadpleegd op 7 augustus 2016
4. ↑  (en)  Bloomberg Republican Platform Under Trump Backs Glass-Steagall’s Return, 18 juli 2016, geraadpleegd op 7 augustus 2016